# Markéta Chlumská
Markéta Tomanová-Chlumská (ur. 10 stycznia w 1982 roku w Brnie) – czeska siatkarka. Obecnie gra w zespole VK Prostějov.

## Kariera
- VK Prostějov
- Longa 59 Lichtenvoorde
- KP Brno (od 2002 do 2005)